# Hugo Carrillo (artista)
Hugo Carrillo (Cobán, 1929-Ciudad de Guatemala, 19 de octubre de 1994) fue un artista, dramaturgo y director teatral guatemalteco, autor homenajeado en el XVI Festival de Teatro Guatemalteco.
Realizó estudios en la Facultad de Humanidades e Historia en la Universidad de San Carlos de Guatemala de 1952 a 1953; Filosofía y letras en la Universidad de México; un año de estudios en el Departamento de Teatro en 1954, en la Universidad de Bridgeport, Conn. U.S.A. The Shakespeare Instituto 1969, UNAM, México, Departamento de Letras Inglesas. Realizó estudios teatrales en la Escuela Dramática de Charles Dullín T.N.P. París Francia.

## Obras

### El Señor Presidente
Adaptó El Señor Presidente de Miguel Ángel Asturias para el teatro. La obra fue realizada por primera vez en una producción de la Compañía de Arte Dramático de la Universidad Popular dirigida por Rubén Morales en el duodécimo Festival de Teatro de Guatemala en 1974. Fue un gran éxito popular, con más de 200 actuaciones durante sus diez meses de ejecución, un periodo mucho más largo que los dos meses de actuaciones de fin de semana que son la norma del festival, y la ejecución de la obra rompió todos los récords de taquilla en América Central. La producción recorrió América Central y fue también realizada por otros grupos de teatro, de modo que más de 50.000 personas asistieron a la obra en más de ocho países, además de Guatemala. Carrillo estaba especialmente preocupado por la puesta en escena de la obra por otros grupos; se enojó de la producción de El Salvador que cambió algunas escenas, y diferencias de fundición con Joseph Papp resultaron en la cancelación de la obra en 1987, durante el festival de América Latina de Nueva York.
La obra fue bien recebida por la crítica, ganó numerosos premios y ha sido aclamado como el cenit de una "Edad de Oro" del teatro guatemalteco. La obra desafió al régimen político de la época y en un primer momento Carrillo consideró necesario atribuir el guion al seudónimo "Franz Metz", y mandó tomar fotos del director con alguien que supuestamente representaba a "Metz"; en la noche del estreno, la policía secreta vino preguntando por la dirección de Asturias, —quien había fallecido a principios de ese año— y el gobierno comenzó a prestar atención a las vistas previas de las obras de teatro en el siguiente año.

### La Chalana
La segunda novela de Asturias que Carrillo adaptó al teatro fue Viernes de Dolores, la cual presentó con el nombre La Chalana, ya que centra la acción de la obra en la creación de dicha canción de guerra estudiantil.